# 香港電台第二台
香港電台第二台（英語：RTHK Radio 2）是香港電台擁有的一條以粵語廣播為主的頻道。
香港電台第二台以粵語廣播，頻道定位為知識與娛樂並重的「資訊台」，以年青一代的聽眾為對象，推廣家庭價值、社會共融，支持多元文化發展。該台頻率為FM94.8-96.9MHz。1989年前未調整現頻率時，該台使用的頻率為FM 94.0 MHz、FM 103.2 MHz、FM 103.5 MHz及FM 103.7 MHz。2010年該台落地歐洲的無綫衛星收費電視，經衛星（Euro Bird 9）及IPTV覆蓋英國、南愛爾蘭、丹麥、德國、意大利、荷蘭、挪威、葡萄牙、瑞典及瑞士。
在2019年4月，隨香港電台中文台改革，香港電台第二台口號由''We're a Family''改成「有音樂有快樂」，且部分節目與香港電台第一台互換或停播。另外，因香港電台「90+ Logo」計劃，第二台徽由綠色2字配橙紅色設計改成紫黑色雀鳥外形設計。
香港中學文憑考試的中、英文科聆聽科目，由香港電台第二台作試題直播（個別情況除外，下文參照）。

## 口號
| 年度           | 口號          |
| -------------- | ------------- |
| 2019年4月1日起 | 有音樂 有快樂 |

## 發射頻率
| 發射站    | 行車隧道轉播系統                                                                                             | 特高頻／調頻（FM）頻率（MHz） |
| 歌賦山    | 大圍隧道、沙田嶺隧道、尖山隧道、南灣隧道、海底隧道、西區海底隧道、獅子山隧道、香港仔隧道、啟德隧道、長青隧道 | 94.8                          |
| 九龍坑山  | 龍山隧道、長山隧道                                                                                           | 95.3                          |
| 青山      | 愉景灣隧道、屯門—赤鱲角隧道、機場隧道、觀景山隧道                                                            | 96.4                          |
| 金山      | 大欖隧道、城門隧道                                                                                           | 95.6                          |
| 南丫島    | 不適用 | 96.0                          |
| 筆架山    | 不適用 | 96.3                          |
| 飛鵝山    | 東區海底隧道、大老山隧道、將軍澳隧道                                                                         | 96.9                          |
| 元朗374山 | 不適用 | 95.6                          |

## 節目表
| 時間  | 星期一                                          | 星期二                                          | 星期三                                          | 星期四                                          | 星期五                                          | 星期六                                        | 星期日 |
| 00:00 | Music Angel                                     | 音樂說                                          | 音樂說                                          | 音樂說                                          | 音樂說                                          | 音樂說                                        | 同處一室 |
| 01:00 | Music Angel                                     | 音樂說                                          | 音樂說                                          | 音樂說                                          | 音樂說                                          | 音樂說                                        | 音樂關係 |
| 02:00 | 輕談淺唱不夜天 PTHC                             | 輕談淺唱不夜天 PTHC                             | 輕談淺唱不夜天 PTHC                             | 輕談淺唱不夜天 PTHC                             | 輕談淺唱不夜天 PTHC                             | 輕談淺唱不夜天 PTHC                           | 輕談淺唱不夜天 PTHC                                                                                          |
| 06:00 | 晨光第一線 PTHC （0600-0700與普通話台同步播放） | 晨光第一線 PTHC （0600-0700與普通話台同步播放） | 晨光第一線 PTHC （0600-0700與普通話台同步播放） | 晨光第一線 PTHC （0600-0700與普通話台同步播放） | 晨光第一線 PTHC （0600-0700與普通話台同步播放） | 知識會社 PTHC （0600-0700與普通話台同步播放） | Beautiful Sunday R1、R5、PTHC （0700 Selamat Pagi 印尼語時段） （0600-0700與第一台、第五台、普通話台同步播放 |
| 07:00 | 晨光第一線                                      | 晨光第一線                                      | 晨光第一線                                      | 晨光第一線                                      | 晨光第一線                                      | 知識會社 PTHC （0600-0700與普通話台同步播放） | Beautiful Sunday R1、R5、PTHC （0700 Selamat Pagi 印尼語時段） （0600-0700與第一台、第五台、普通話台同步播放 |
| 08:00 | 晨光第一線                                      | 晨光第一線                                      | 晨光第一線                                      | 晨光第一線                                      | 晨光第一線                                      | 知識會社 PTHC （0600-0700與普通話台同步播放） | 玩玩星期天                                                                                                   |
| 09:00 | 晨光第一線                                      | 晨光第一線                                      | 晨光第一線                                      | 晨光第一線                                      | 晨光第一線                                      | 灣區生活一小時                                | 玩玩星期天                                                                                                   |
| 10:00 | 瘋Show快活人                                    | 瘋Show快活人                                    | 瘋Show快活人                                    | 瘋Show快活人                                    | 瘋Show快活人                                    | 夢想號啟航                                    | Sun生活 |
| 11:00 | 瘋Show快活人                                    | 瘋Show快活人                                    | 瘋Show快活人                                    | 瘋Show快活人                                    | 瘋Show快活人                                    | 安哥同學會                                    | Sun生活 |
| 12:00 | 瘋Show快活人                                    | 瘋Show快活人                                    | 瘋Show快活人                                    | 瘋Show快活人                                    | 瘋Show快活人                                    | 中文歌曲龍虎榜                                | 生活進行式                                                                                                   |
| 13:00 | Made in Hong Kong 李志剛                        | Made in Hong Kong 李志剛                        | Made in Hong Kong 李志剛                        | Made in Hong Kong 李志剛                        | Made in Hong Kong 李志剛                        | 中文歌曲龍虎榜                                | 家有愛寵 |
| 14:00 | Made in Hong Kong 李志剛                        | Made in Hong Kong 李志剛                        | Made in Hong Kong 李志剛                        | Made in Hong Kong 李志剛                        | Made in Hong Kong 李志剛                        | 終身美麗                                      | 好心情經理人                                                                                                 |
| 15:00 | 三五成群                                        | 三五成群                                        | 三五成群                                        | 三五成群                                        | 三五成群                                        | 150遇上170                                    | 好心情經理人                                                                                                 |
| 16:00 | 三五成群                                        | 三五成群                                        | 三五成群                                        | 三五成群                                        | 三五成群                                        | 150遇上170                                    | Teen空海闊                                                                                                   |
| 17:00 | 騷動音樂                                        | 騷動音樂                                        | 騷動音樂                                        | 騷動音樂                                        | 騷動音樂                                        | 弦來是這樣的                                  | 大韓璇風 |
| 18:00 | 騷動音樂                                        | 騷動音樂                                        | 騷動音樂                                        | 騷動音樂                                        | 騷動音樂                                        | 環球榜                                        | 有音樂 有快樂                                                                                                |
| 19:00 | Albert Au 區瑞強                                | Albert Au 區瑞強                                | Albert Au 區瑞強                                | Albert Au 區瑞強                                | Albert Au 區瑞強                                | 環球榜                                        | 有音樂 有快樂                                                                                                |
| 20:00 | 恬淡情懷                                        | 恬淡情懷                                        | 恬淡情懷                                        | 恬淡情懷                                        | 恬淡情懷                                        | 奮發時刻 DSE                                  | 語妙天下 |
| 20:30 | 恬淡情懷                                        | 恬淡情懷                                        | 恬淡情懷                                        | 恬淡情懷                                        | 恬淡情懷                                        | 開卷樂                                        | Sci時間 |
| 21:00 | 音樂情人                                        | 音樂情人                                        | 音樂情人                                        | 音樂情人                                        | 音樂情人                                        | 藝文谷                                        | 2000靚歌再重聚                                                                                               |
| 21:30 | 音樂情人                                        | 音樂情人                                        | 音樂情人                                        | 音樂情人                                        | 音樂情人                                        | 藝文谷                                        | 2000靚歌再重聚                                                                                               |
| 22:00 | 她．他．它                                      | 她．他．它                                      | 她．他．它                                      | 她．他．它                                      | 她．他．它                                      | 阿郎戀曲                                      | 2000靚歌再重聚                                                                                               |
| 23:00 | 她．他．它                                      | 她．他．它                                      | 她．他．它                                      | 她．他．它                                      | 她．他．它                                      | 阿郎戀曲                                      | 2000靚歌再重聚                                                                                               |

R1：與第一台同步播放

R5：與第五台同步播放

PTHC：與普通話台同步播放

## 歷代節目主持列表

### 現於香港電台第二台任職的主持
| 節目主持 | 別名         | 現主持節目                                                                                           | 曾主持節目 | 兼任                   |
| -------- | ------------ | --- | --- | ---------------------- |
| 梁榮忠   | 忠哥         | 《晨光第一線》（第二台）、                                                                           | 《有冇搞錯》（第二台） 、《瘋Show快活人》（第二台）、 《一個鐘一個梁榮忠》（第二台）、《開心日報》（第一台） 、《法醫研究所》（第一台）                                    |                        |
| 崔潔彤   | Kity         | 《Sun生活》                                                                                          | 《敏感時刻》、《尋常事 認真做》、《家有愛寵》、《周末有情人》、《晨光第一線》                                                                                              |                        |
| 黃天頤   | 石榴姐、天頤 | 《三五成群》、《中文歌曲龍虎榜》                                                                     | 《Gimme 5》、《輕談淺唱不夜天》、《瘋Show快活人》（嘉賓主持）、《尋常事 認真做》                                                                                           |                        |
| 方梓豪   | 梓豪、方覺知 | 《三五成群》、《玩玩星期天》                                                                         | 《有冇搞錯》、《Gimme 5》 | Youtuber               |
| 鄒攝     | 阿攝         | 《三五成群》                                                                                         | 《C Hing 祠堂》、《知識會社》、《二台院線》 | YouTuber               |
| 吳學斌   | 司勳         | 《Sun生活》、《音樂情人》（代班）                                                                    | 《敏感時刻》、《C HING 祠堂》(嘉賓主持)（20190425）、 《尋常事 認真做》、《DSE打氣加油站》、《冧歌有情人》、《輕談淺唱不夜天》、《守下留情》（二台平日版）、《周末有情人》 |                        |
| 蒙為亮   | 阿O、燈O     | 《晨光第一線》、 《灣區生活一小時》                                                                  | | 網上平台 PubHorn主持人 |
| 白原顥   | 小白         | 《晨光第一線》、《Teen空海闊》                                                                       | 《知識會社》、《輕談淺唱不夜天》、《家有愛寵》 |                        |
| 張俊浩   | 阿一         | 《我是你的後援會》、《守下留情》（第一台）                                                           | 《C HING 祠堂》、《DSE打氣加油站》、《守下留情》（二台平日版）、《知識會社》                                                                                               | 網上平台 PubHorn主持人 |
| 尹子龍   | 紫龍         | | 《尋常事 認真做》、《輕談淺唱不夜天》（星期一至四）《漫動作》 |                        |
| 丘國盛   | 波盛         | 《騷動音樂》、《我是你的後援會》                                                                     | 《DSE打氣加油站》、《輕談淺唱不夜天》、《Gimme 5》、《瘋Show快活人》（嘉賓主持）                                                                                           |                        |
| 林蕙     |              | 《晨光第一線》、《Beautiful Sunday》                                                                 | 《這裡找共鳴》、《音樂說》 |                        |
| 區瑞強   |              | 《Albert Au 區瑞强》、《2000 靚歌再重聚》                                                            | |                        |
| 彭詠儀   | Morle        | 《同理·繼續傾》                                                                                      | 《有冇搞錯》、《敏感時刻》、《尋常事 認真做》 |                        |
| 鄭子誠   |              | 《音樂情人》、《閒話武林》（第五台）                                                                 | |                        |
| 劉倩怡   |              | 《恬淡情懷》                                                                                         | |                        |
| 鄧慧詩   |              | 《恬淡情懷》                                                                                         | |                        |
| 周美茵   |              | 《恬淡情懷》                                                                                         | |                        |
| 余劍明   |              | 《恬淡情懷》                                                                                         | |                        |
| 潘芳芳   |              | 《恬淡情懷》                                                                                         | |                        |
| 陳圖安   |              | 《安哥同學會》                                                                                       | |                        |
| 李志剛   |              | 《Made in Hong Kong 李志剛》、《環球榜》、《好心情經理人》                                           | |                        |
| 馮迪燊   | 的神         | | 《有冇搞錯》、《C Hing 祠堂》(嘉賓主持)、《輕談淺唱不夜天》、《Gimme 5》、《尋常事 認真做》                                                                                |                        |
| 倪秉郎   |              | 《阿郎戀曲》                                                                                         | |                        |
| 杜婷     |              | 《奮發時刻 DSE》（第二台）、《藝術家的腦袋》（第五台）、《學在其中》（第五台）                       | 《點解博物館》（第二台） | 香港電台文教組         |
| 吳寶城   |              | 《奮發時刻 DSE》                                                                                     | | 香港電台文教組         |
| 李秋婷   |              | 《藝文谷》                                                                                           | 《捉心理 (第三輯)》（第一台） | 香港電台文教組         |
| 鍾傑良   |              | 《學界超星道》（第二台）、《教學有心人》（第一台）、《舞台進行式》（第五台）、《萬物有理》（第五台） | 《認真香港》（第五台） | 香港電台文教組         |
| 鄭政恆   |              | 《開卷樂》                                                                                           | | 香港電台文教組         |
| 黃怡     |              | 《開卷樂》                                                                                           | | 香港電台文教組         |
| 周嘉俊   |              | 《開卷樂》、《STEM！想創實驗室》                                                                     | |                        |
| 梁兆輝   |              | 《自己人》                                                                                           | |                        |
| 陳海琪   |              | 《悠長假期》                                                                                         | |                        |
| 陳秋璇   | 秋璇         | 《大韓璇風》                                                                                         | 《輕談淺唱不夜天》 |                        |
| 何嘉露   | 阿LU         | 《家有愛寵》、《知識會社》                                                                           | |                        |
| 廖麒鏘   | 艾力         | 《音樂說》                                                                                           | 《輕談淺唱不夜天》（星期五，六） |                        |
| 曾潔盈   |              | 《輕談淺唱不夜天》（星期日）                                                                         | |                        |
|          | Hidy         | 《生活進行式》                                                                                       | |                        |
| 馬浚偉   |              | 《同理‧繼續傾》                                                                                      | |                        |
| 洪健崴   |              | 《知識會社》、《新人類、大世界》（普通話台）                                                         | |                        |
| 劉沛龍   |              | 《輕談淺唱不夜天》（星期一至四、六）                                                                 | |                        |
| 岑亮     |              | 《輕談淺唱不夜天》（星期五）、《自己人》                                                             | |                        |

### 已離職香港電台第二台的主持
| 節目主持姓名 | 別名 | 曾主持節目 | 現況 |
| ------------ | ---- | --- | --- |
| 黃冠斌       |      | 《有冇搞錯》、《C Hing 祠堂》、《尋常事 認真做》、《瘋Show快活人》（嘉賓主持）                                                                                                  | 因被投訴而被電台解僱，現轉至網上平台 PubHorn |
| 凌梓維       |      | 《晨光第一線》、《敏感時刻》、《C Hing 祠堂》、《生活進行式》 、《尋常事 認真做》                                                                                               | 因進修而離職，現轉至網上平台 PubHorn |
| 閆擎         |      | 《騷動音樂》（第二台）、《生活進行式》（第二台）、《冧歌有情人》（第二台）、《U秀幫》（普通話台）、《單戀專家》（普通話台）、《網開多面》（普通話台）、《夢想放題》（普通話台） | 於2021年3月22日逝世 |
| 梁德輝       | Eric | 《Gimme 5》、《騷動音樂》、《音樂說》 | 健身教練 |
| 王耀祖       |      | 《瘋Show快活人》（先嘉賓主持，後主持）、《玩玩星期天》、《音樂說》 | 舞台劇演員，暫別電台，現與貴花田及曾志豪於YouTube頻道「田豪祖3寶channel」直播                                                                                        |
| 貴花田       |      | 《瘋Show快活人》（先節目助理，後主持）、《玩玩星期天》 | 電台以「復刻」爲由，將貴花田及曾志豪調離《瘋Show快活人》。 現與王耀祖及曾志豪於YouTube頻道「田豪祖3寶channel」直播                                                   |
| 曾志豪       |      | 《瘋Show快活人》（先嘉賓主持，後主持）、《中女宅男殺很大》 | 電台以「復刻」爲由，將曾志豪及貴花田調離《瘋Show快活人》。 現居台灣，現任台灣中央廣播電台《歹勢打攪晒》節目主持，與貴花田及王耀祖於YouTube頻道「田豪祖3寶channel」直播 |
| 彭晴         |      | 《敏感時刻》（星期一、五）《中女宅男殺很大》、《晨光第一線》 | |
| 李敏         |      | 《敏感時刻》 | |

## 現時播放的節目
- 自己人
- 輕談淺唱不夜天
- 晨光第一線
- 知識會社
- Beautiful Sunday
- 玩玩星期天
- 改潮玩代
- 瘋Show快活人
- 講東講西
- 投資方塊
- 中文歌曲龍虎榜
- 生活進行式
- 家有愛寵
- Made in Hong Kong 李志剛
- 這裏找共鳴（第一輯：2014年1月18日起 第二輯：2015年7月18日起）
- 中女宅男殺很大
- 150遇上170
- 尋常事認真做
- Teen空海闊
- Gimme 5(已經於2020/10/16停播及改為三五成群)
- 大韓璇風
- 環球榜
- 悠長假期
- Albert Au 區瑞强
- 知識會社
- 演藝風流
- The Speaker（2015年12月-2016年4月）（2017年1月1日-2017年 月 日）
- 天圓地方
- 打開世界
- 2000靚歌再重聚
- 開卷樂
- 敏感時刻 2021年4月30號停播
- 騷動音樂
- 安哥同學會
- 恬淡情懷
- 音樂情人
- Sunday 任我行
- C Hing 祠堂(已經於2020/10/16深夜2020/10/17凌晨2時停播)
- 周末有情人

## 特備節目
- 十大中文金曲特輯
- 十大中文金曲頒獎音樂會
- 香港電影金像獎頒獎
- 香港電影金像獎頒獎典禮特輯
- 香港舞台劇獎特輯
- CASH流行曲創作大賽
- 香港書獎特輯
- 太陽計劃
- 全港除夕倒數
- 金曲40大講堂
- 金曲40我和你
- 星學企劃

## 高中聆聽公開考試
- 香港考試及評核局（考評局）舉行的高中程度主要聆聽考試（即香港中學文憑及舊學制下香港高級程度會考和香港中學會考），皆由香港電台第二台進行廣播。在未採用電台直播前，會考的聆聽考試是分開數天進行。

- 最初聆聽考試由香港電台第四台廣播。但因屢有接收不清投訴，2003年起改由訊號較強的香港電台第二台播出。

- 1995年，首次由電台廣播香港中學會考英文科課程乙的聆聽考試；兩年後，香港高級程度會考英語運用科與中國語文及文化科聆聽考試也改由電台廣播。1998年，香港中學會考英文科課程甲聆聽考試亦轉為電台廣播。

- 考評局於各聆聽考試開始前及錄音中間的空檔時間，播放約翰·巴比羅利指揮倫敦交響樂團的綠袖子幻想曲。高考英語運用科自考試錄音完後，至考試結束之間給予考生整理答案的10分鐘，播放弗朗茨·鮑爾-托伊斯爾指揮維也納人民歌劇院樂團的藍色多瑙河。（由於版權關係，考評局出版歷屆試題錄音中，以電子音樂版綠袖子代替綠袖子幻想曲，藍色多瑙河改為空白錄音。近年也改用重複播放的電子版綠袖子。在2007以前，電台的全年重溫中並不包括考試試題。

- 由於考生人數較少，高考中國語文及文化科/中學文憑中國語文科的普通話組考生會在特別的試場以播放CD的形式播出試題。採用英國劍橋大學國際考試局試題的科目（會考法文和中學文憑丙類科目）也不經電台廣播。

- 2010年起，部分試場以紅外線接收系統取代傳統電台廣播，那些試場舉行的聆聽考試試題不經香港電台第二台廣播。

- 於聆聽公開考試前的45分鐘（即開始允許考生進場至正式開考前），香港電台第二台都會慣例以特備點唱節目《晨光DSE打氣加油站》取代原來在9:04-10:00時間播放的節目。

- 2024年起，中國語文科卷三聆聽及綜合能力考核取消。

## 海外播放
香港電台第二台除了在香港收聽之外，於2010年6月1日也可在歐洲無綫衛星台的New 5 全新多頻道開始啟播。

## 臺徽

香港電台第二台於2019年4月前使用的標誌
香港電台第二台於2019年4月起使用的標誌

## 外部連結
- 官方网站（繁體中文）
- 香港電台第二台的Facebook專頁
- YouTube上的香港電台第二台頻道